# Bělorusko na Letních olympijských hrách 2004
Bělorusko na Letních olympijských hrách 2004 v Aténách reprezentovalo 151 sportovců, z toho 82 mužů a 69 žen. Nejmladším účastníkem byla Glafira Martinovich (15 let, 204 dní), nejstarší pak Ellina Zvereva (43 let, 278 dní). Reprezentanti vybojovali 15 medailí, z toho 2 zlaté, 6 stříbrných a 7 bronzových.

## Medailisté
| Medaile | Jméno                             | Sport             | Disciplína                                 |
| ------- | --------------------------------- | ----------------- | ------------------------------------------ |
| Zlato   | Julija Něstěrenková               | atletika          | Ženy běh na 100 m                          |
| Zlato   | Igor Makarov                      | judo              | muži polotěžká                             |
| Stříbro | Ivan Tichon                       | atletika          | Muži hod kladivem                          |
| Stříbro | Magomed Aripgadžijev              | box               | muži váha polotěžká                        |
| Stříbro | Hanna Bacjušková                  | vzpírání          | ženy do 63 kg                              |
| Stříbro | Jekatěrina Karstenová             | veslování         | ženy skif                                  |
| Stříbro | Andrej Rybakou                    | vzpírání          | muži do 85 kg                              |
| Stříbro | Viktor Zujev                      | box               | muži váha těžká                            |
| Bronz   | Irina Jatčenková                  | atletika          | Ženy hod diskem                            |
| Bronz   | Natalja Cilinská                  | cyklistika        | ženy 500 m s pevným startem                |
| Bronz   | Taťjana Stukalovová               | vzpírání          | ženy do 63 kg                              |
| Bronz   | Sergej Martynov                   | Sportovní střelba | muži 50 m libovolná malorážka 60 ran vleže |
| Bronz   | Vjačeslav Makarenko               | zápas             | Muži řecko-římský do 84 kg                 |
| Bronz   | Julija Bičiková Natalja Gelachová | veslování         | ženy dvojka bez kormidelníka               |
| Bronz   | Vadim Machněv Roman Petrušenko    | kanoistika        | muži kajak K-2 500 m                       |